# Anselmo di Nagold il Vecchio

Stemma di famiglia

Anselmo di Nagold, detto il Vecchio (fl. 966), è il più antico conte di Nagoldgau conosciuto.

## Biografia
Lo si trova menzionato per la prima volta nel 966, quando l'imperatore Ottone I gli confermò la donazione di una proprietà situata presso il villaggio di Kuppingen, nella contea di Nagoldgau, la quale apparteneva allo stesso Anselmo. Attorno al 1007 fu conte di Nagoldgau Ugo I, che aveva la città di Holzgerlingen assegnata al suo Gau Glehuntare. Un altro conte di Nagoldgau fu Anselmo il Giovane, in carica tra il 1027 e il 1048. Enrico, figlio di Anselmo il Giovane, fu il primo membro della dinastia dei conti di Nagoldgau a esser menzionato come conte di Tubinga.
Dai conti di Nagold discese Ugo I di Tubinga, il primo conte palatino di Svevia della casa di Tubinga.

### Matrimonio
Intorno al 950 sposò la figlia di Guarniero V. Guarniero V si era sposato in seconde nozze con Hicha di Svevia, figlia dell'hunfridingio Burcardo I di Svevia, pertanto il matrimonio poteva servire da segno di riconciliazione tra i conti di Nagoldgau e gli Hunfridingi.
Le origini del conflitto tra le due casate risaliva al nonno di Anselmo di Nagold, anche lui chiamato Anselmo. Quest'ultimo si era alleato con il conte palatino di Svevia Ercangero e con il vescovo di Costanza Salomone III, ottenendo nel 911 la condanna e l'esecuzione per alto tradimento dell'anziano Burcardo I. Questo fatto arrestò temporaneamente l'ascesa degli Hunfridingi all'interno del ducato di Svevia. Secondo una tradizione successiva, Anselmo stesso divenne l'escutore dell'assassinio di Burcardo.

### Leggenda di Häseltrog
La leggenda di Häseltrog racconta di come Anselmo di Nagold guidò l'imperatore Ottone I e sua moglie Adelaide, che stavano tornando dal regno d'Italia, attraverso la propria contea. Al mattino la compagnia attraversò il fiume Neckar presso Tälinsfurt, arrivando verso mezzogiorno nella tenuta del re a Holzgerlingen. L'imperatore fu molto soddisfatto del modo in cui il conte Anselmo gli aveva fatto da scorta. Nei pressi di Böblingen l'imperatrice disse di esser stanca e di voler riposare. Si addormentò e sognò una grande fiera, di cui parlò al marito, che gli diede l'idea su come ringraziare il buon conte Anselmo. Sulla montagna di fronte al villaggio di Ihingen, dove si trovava il confine della sua contea, il conte Anselmo si congedò con i propri ospiti, ma l'imperatore gli concesse il diritto di tenere una fiera sul prato che Adelaide aveva visto in sogno. Quando l'imperatrice descrisse il luogo che aveva sognato, il conte Anselmo riconobbe quel luogo come Mauren, nei pressi di Ehningen a Schönbuch. Lì si tenne ogni anno una fiera di tre giorni in onore dell'imperatore. Imitando la generosità del suo nobile imperatore e signore, il conte Anselmo tolse una pesante tassa sul mercato agli abitanti della zona. Non è chiaro se il famoso Bolaimarkt di Mauren (vicino alla chiesa di San Pelagio) sia stato già fondato nel X secolo.